# 安楹苑
安楹苑（英語：On Ying Court）是香港房屋委員會的居者有其屋計劃屋苑，位於新界西貢區大上托安禧街15號。
屋苑由房屋署總建築師（3）負責總體設計、周余石（香港）有限公司負責細部設計，並由有利建築承建，已於2025年6月27日完工。

## 歷史
屋苑前身為安達臣道石礦場，於2017年停止開採。
按照原來的規劃，此用地原訂興建私人屋苑。但於2019年初，由於政府有意增建公營房屋，決定將區內多幅用地改為興建資助出售房屋。

## 屋苑資料

### 樓宇
屋苑共設兩座，各設28層，提供1,140伙單位，單位面積介乎於282-478平方呎。
| 樓宇名稱（座別） | 樓宇類型                    | 落成年份 | 樓宇層數 | 每層伙數                    | 單位總數（伙） | 建築師                                     | 承建商   | 提供升降機的廠商 |
| ---------------- | --------------------------- | -------- | -------- | --------------------------- | -------------- | ------------------------------------------ | -------- | ---------------- |
| 安鴻閣（A座）    | 非標準設計大廈 （十字長型） | 2025年   | 28       | 22（1-14樓） 16（其餘樓層） | 516            | 房屋署總建築師（3） 周余石（香港）有限公司 | 有利建築 | 通力             |
| 安滿閣（B座）    | 非標準設計大廈 （十字長型） | 2025年   | 28       | 24（1-14樓） 18（其餘樓層） | 624            | 房屋署總建築師（3） 周余石（香港）有限公司 | 有利建築 | 通力             |

此屋苑已列入「居屋2023」出售 ，於2023年7月31日至8月14日接受申請，同年年尾進行攪珠，其後於2024年1月31日起進行揀樓。

### 配套設施
屋苑設兒童遊樂場、羽毛球場、園景等休憩設施，並於園景平台下方設有停車場。另外，B座地下設有一所日間長者中心。。
屋苑亦設有小型商場，名為安楹商場，提供17間商舖，可供出租面積約1097平方米。
除此以外，鄰近的安達邨等屋邨亦設有商場，附近還有一個領展商場，但最近的街市則位於安泰邨、寶達邨或秀茂坪商場。屋苑對出的石礦公園設有行人天橋，接駁秀茂坪。

## 興建期間的圖片庫

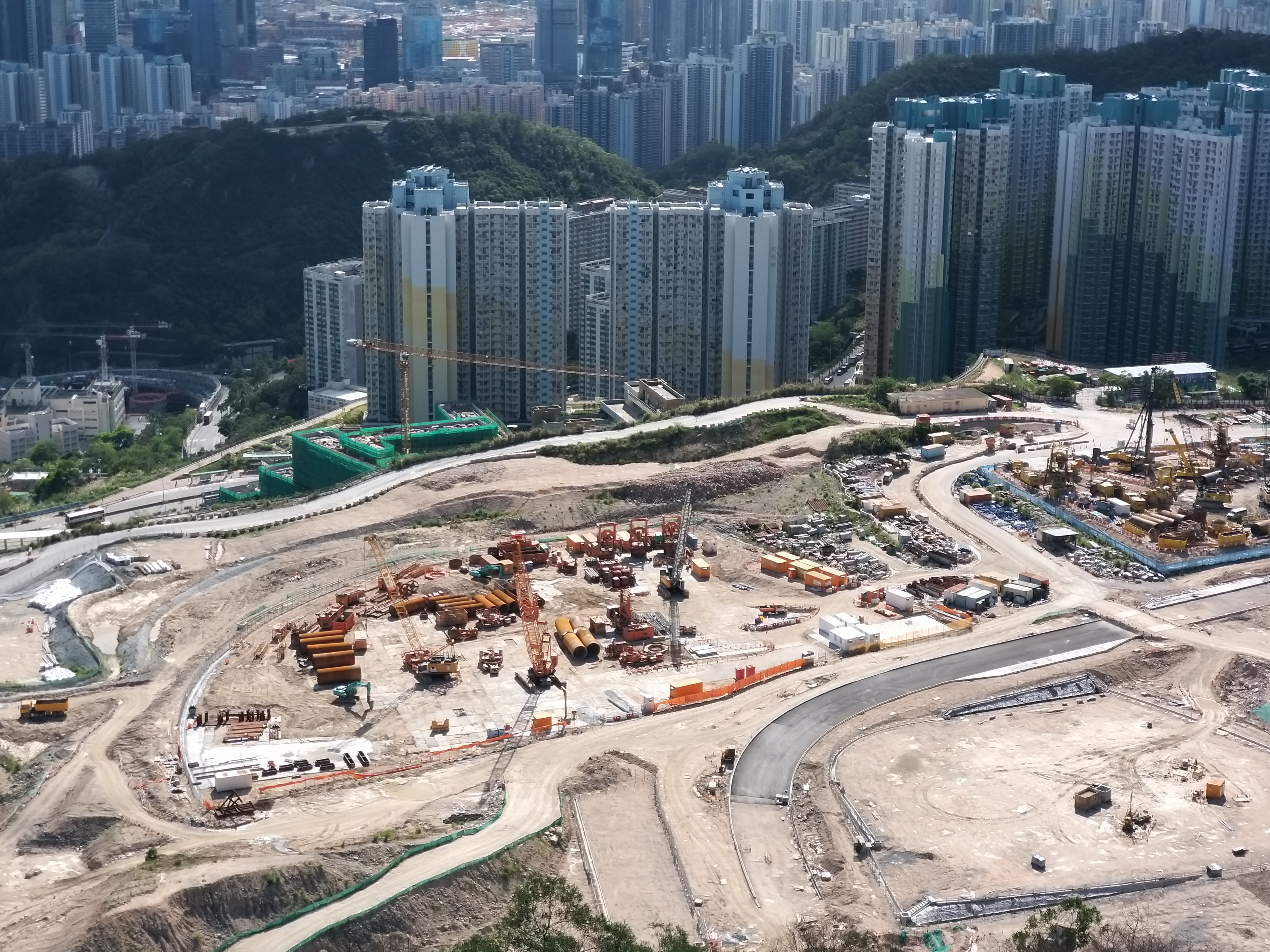
2021年5月
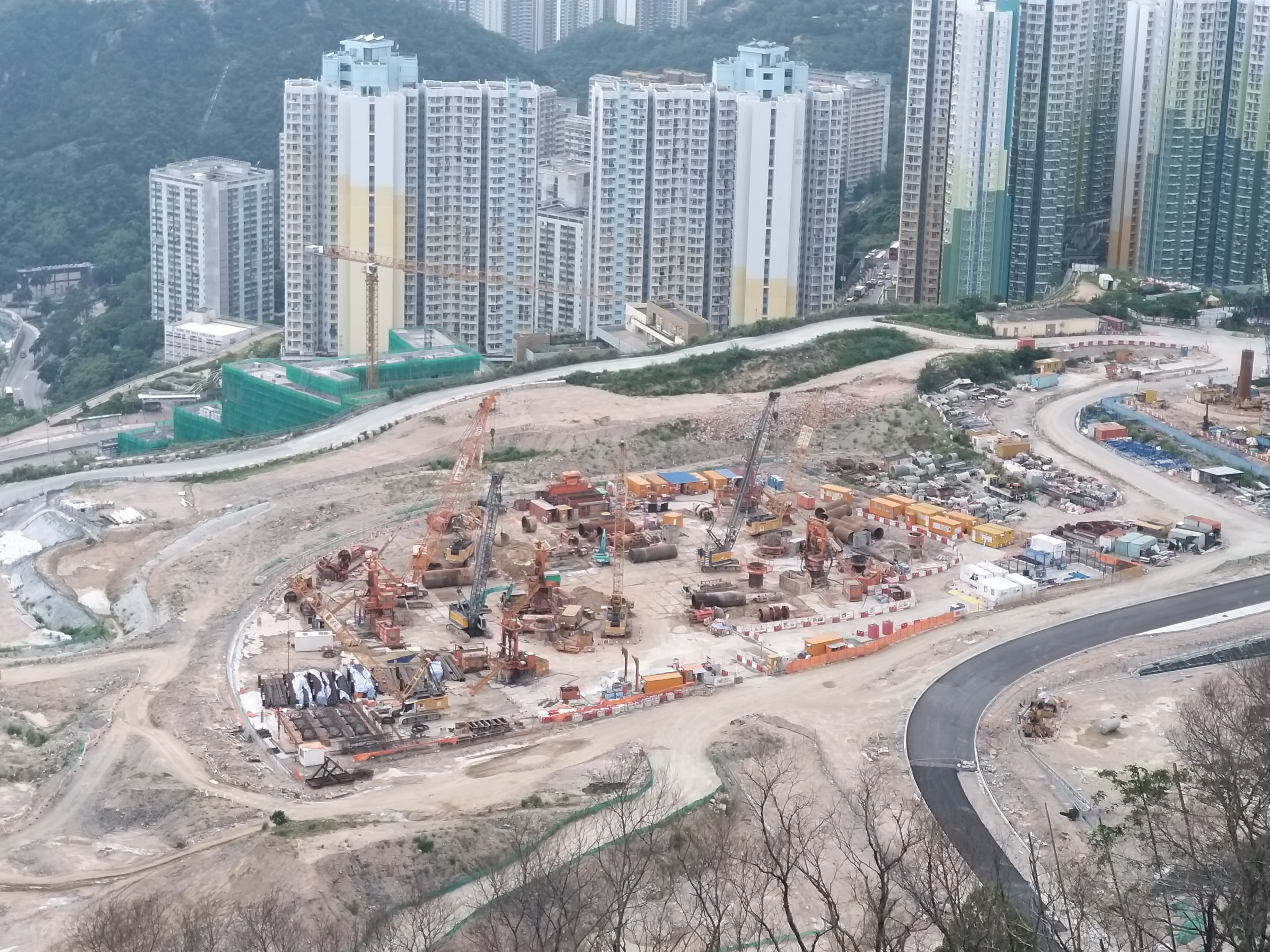
2021年7月
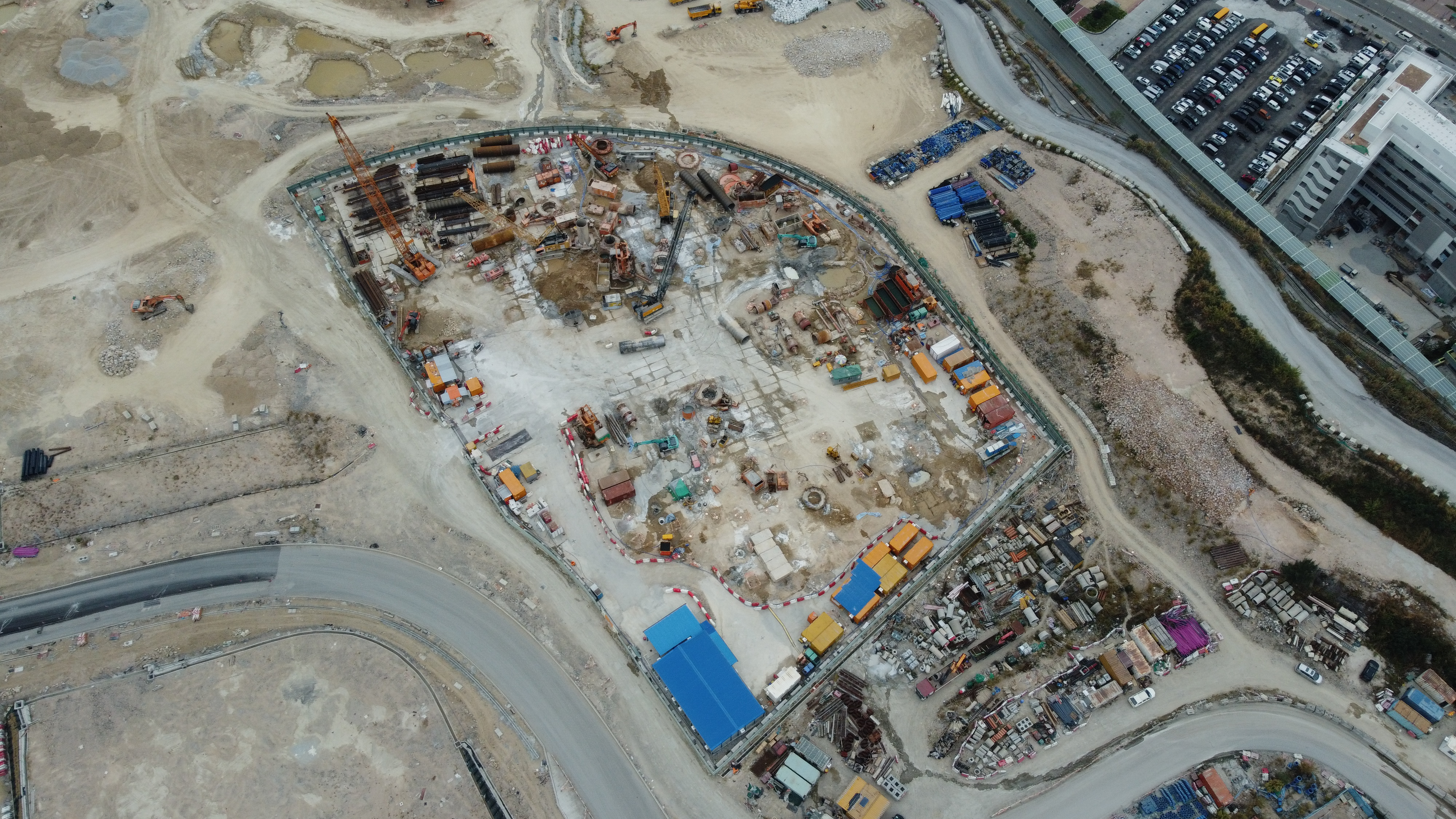
2021年12月
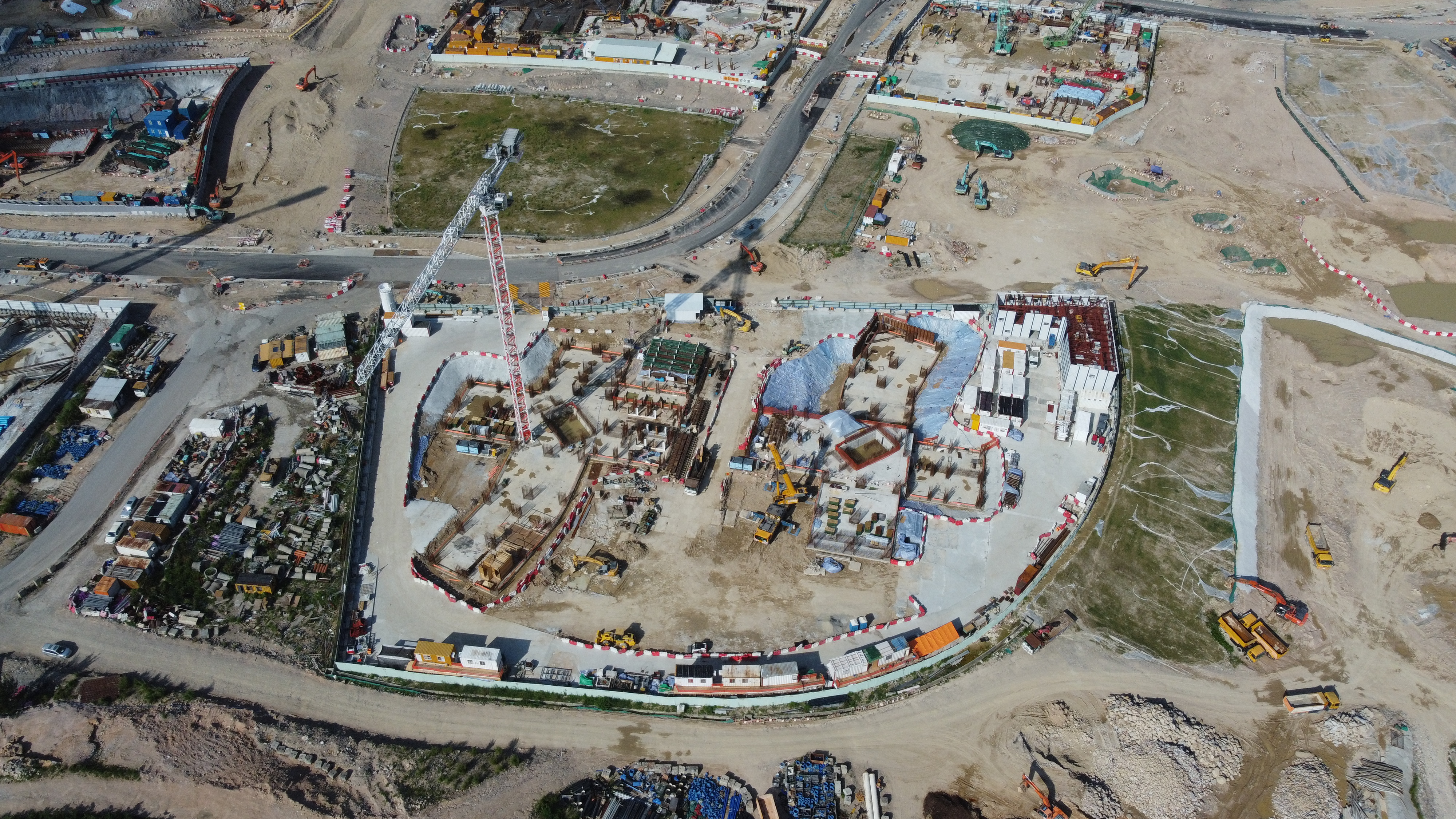
開展上蓋工程，2022年7月
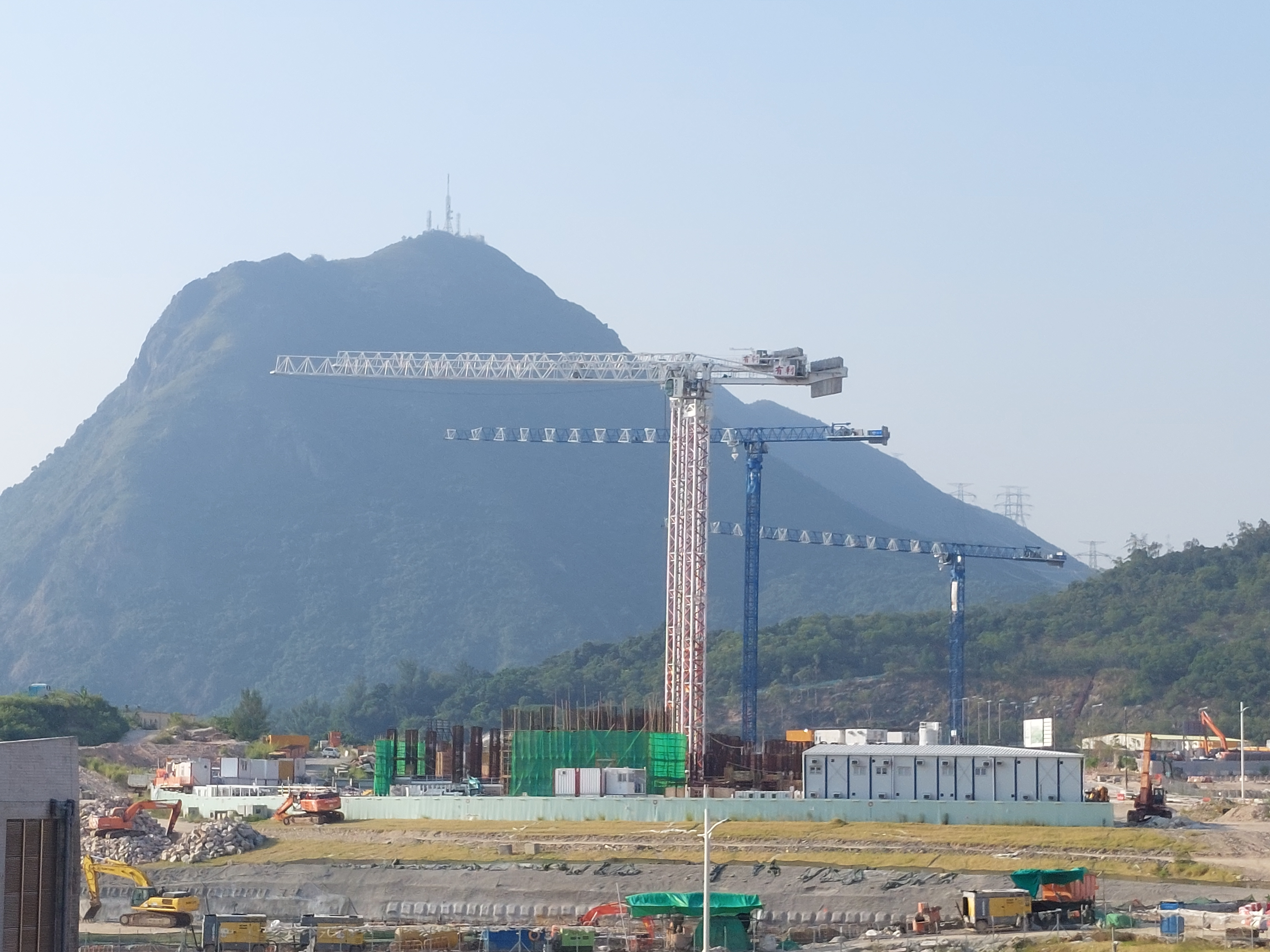
2022年9月
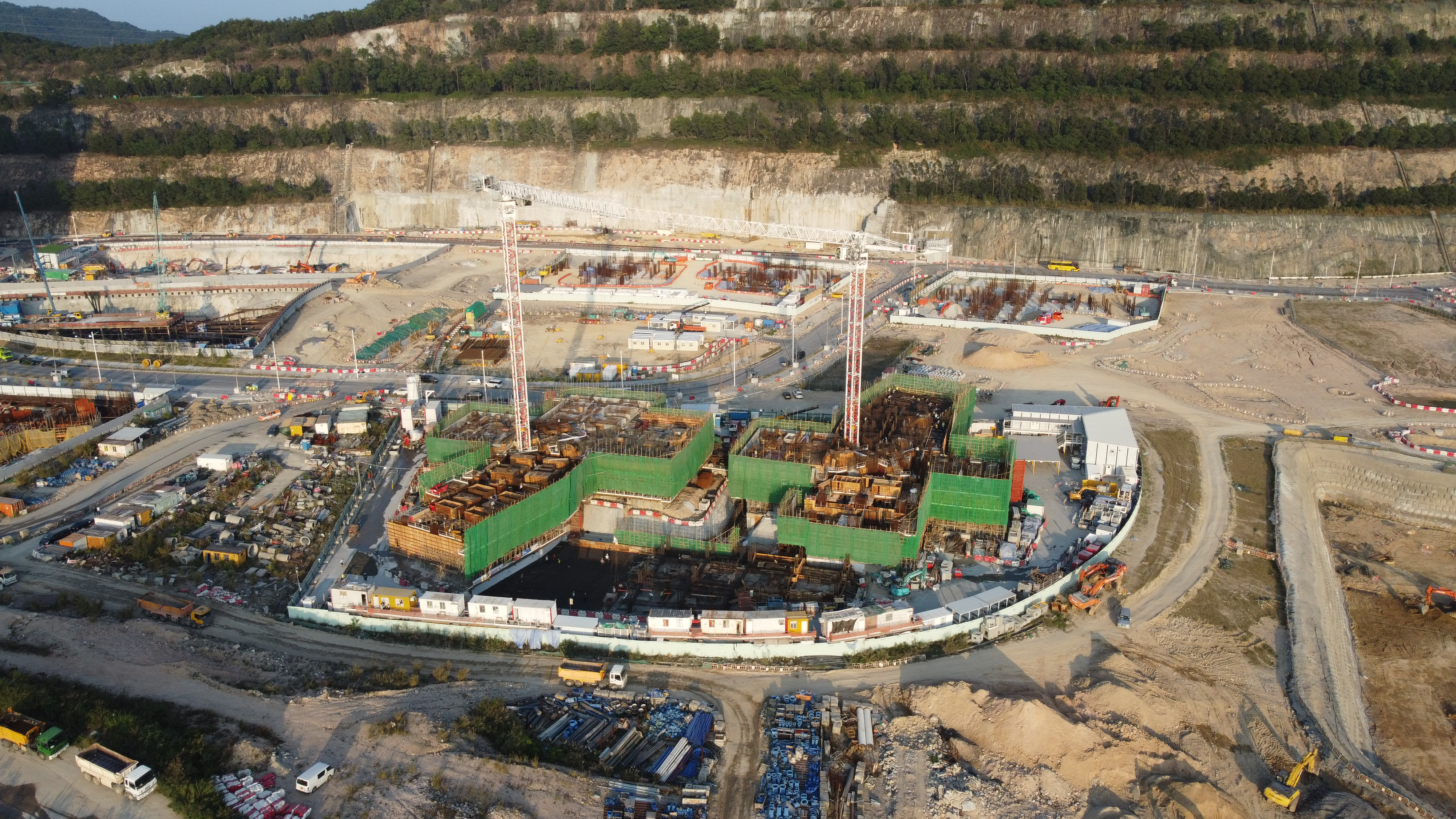
2022年12月
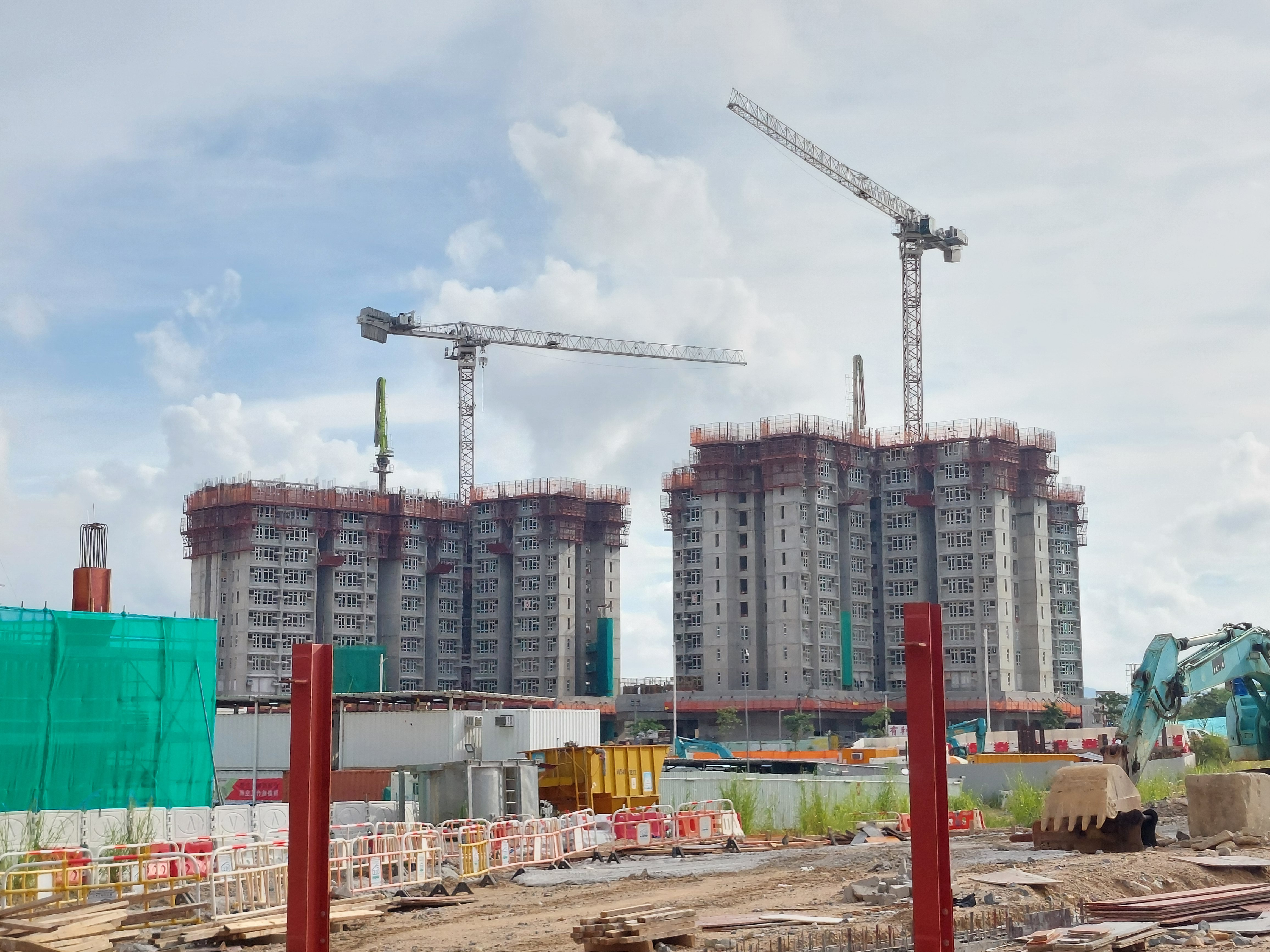
2023年8月
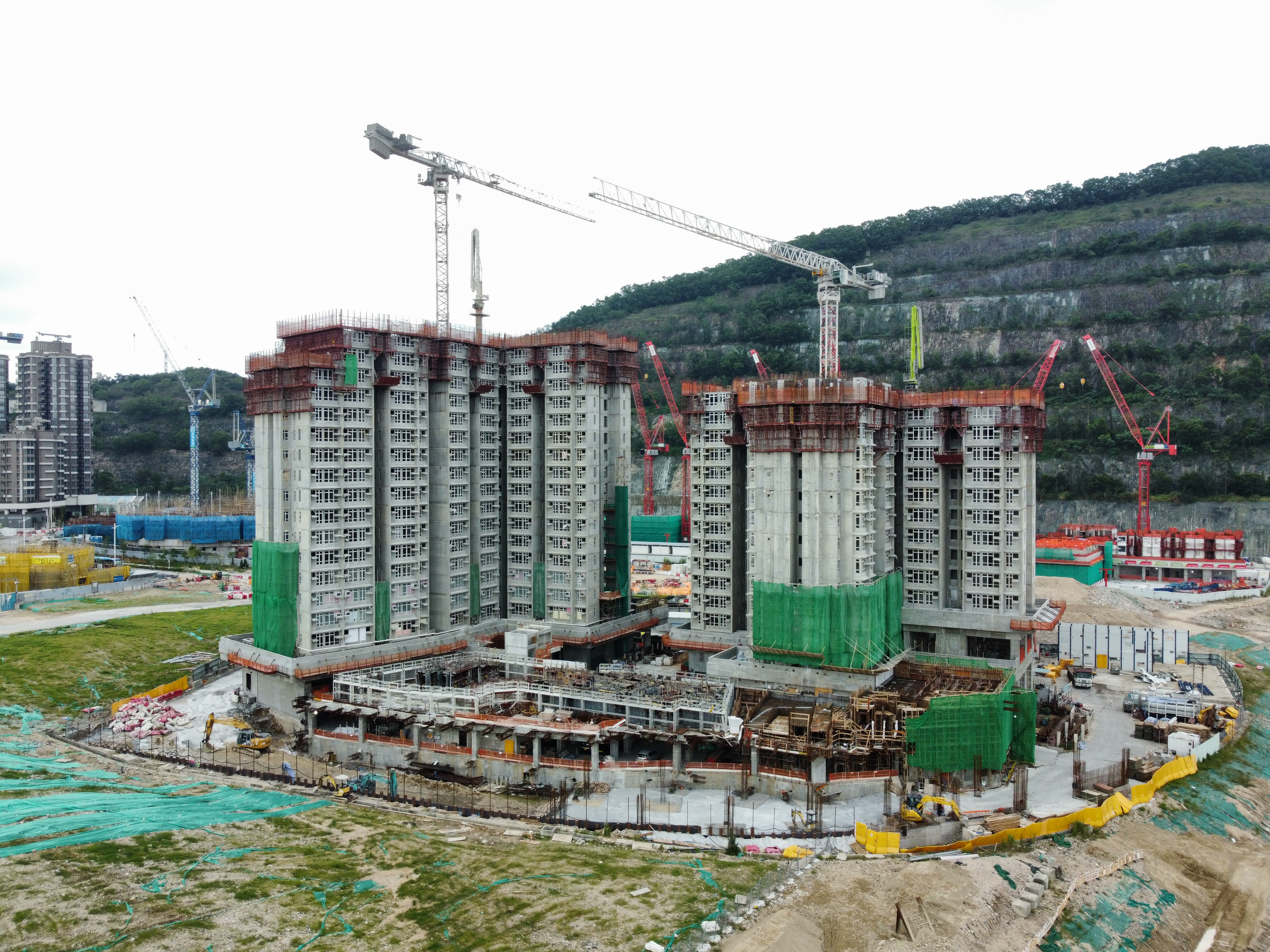
2023年10月
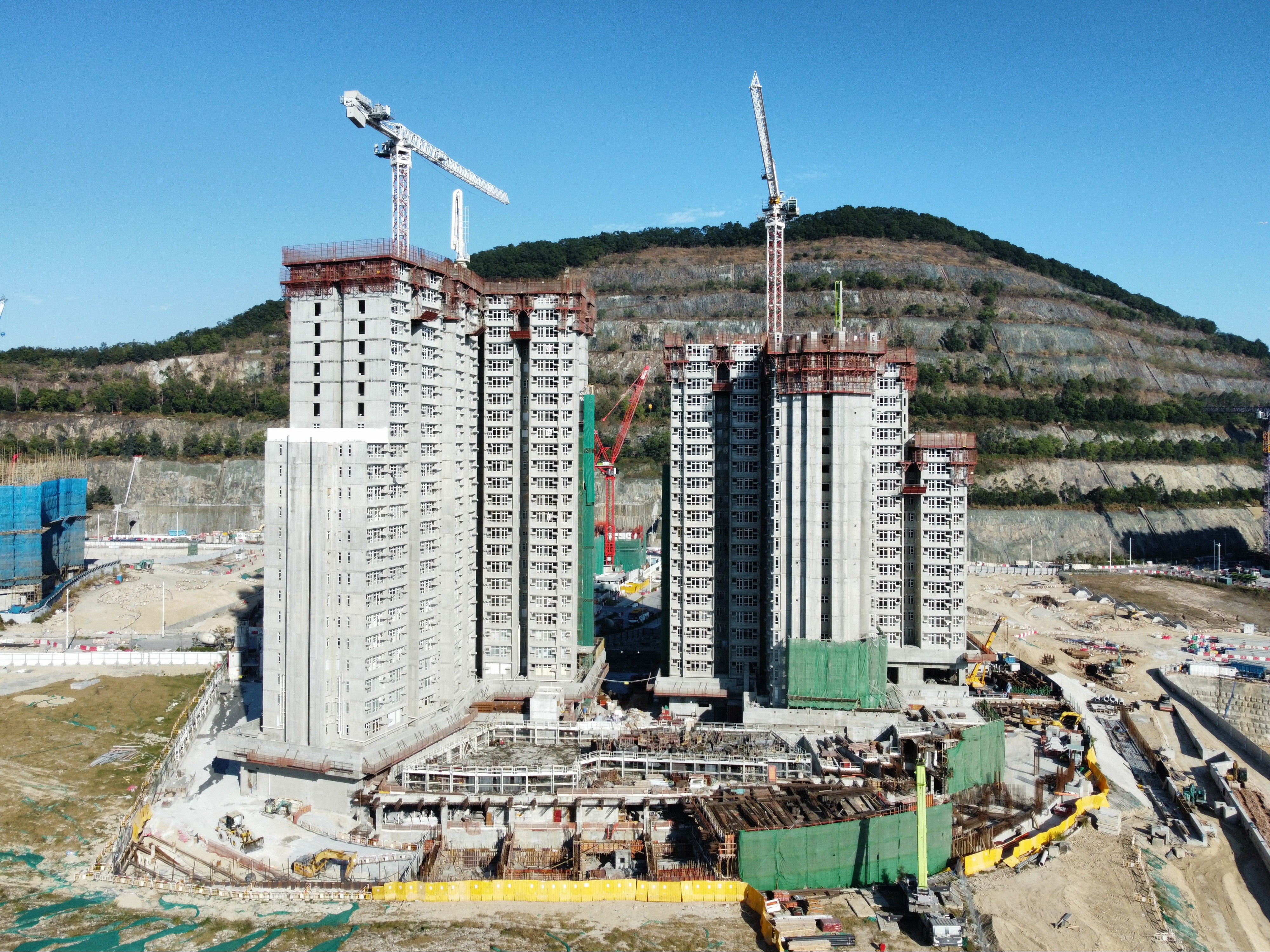
2023年12月
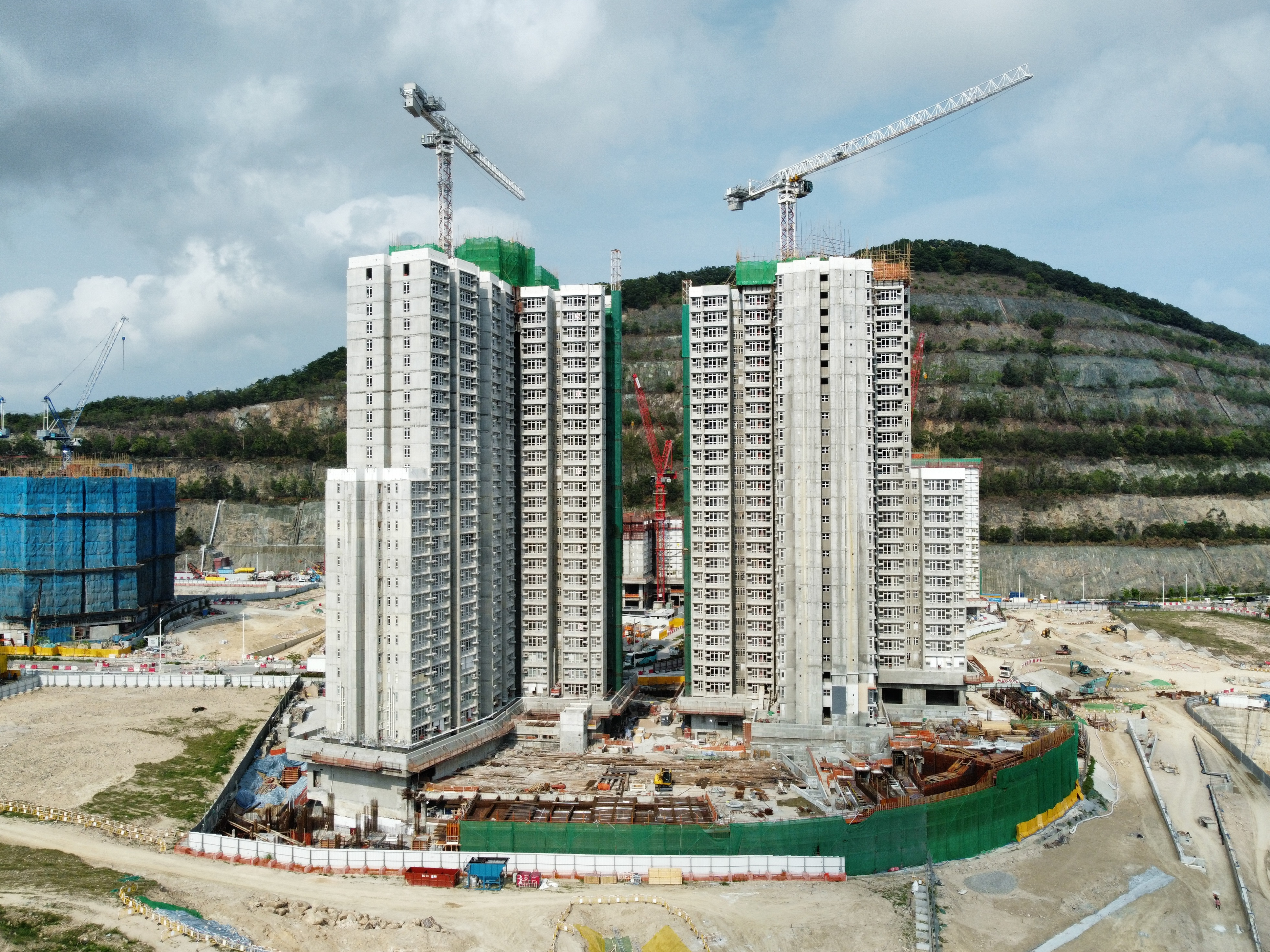
正在封頂，2024年4月
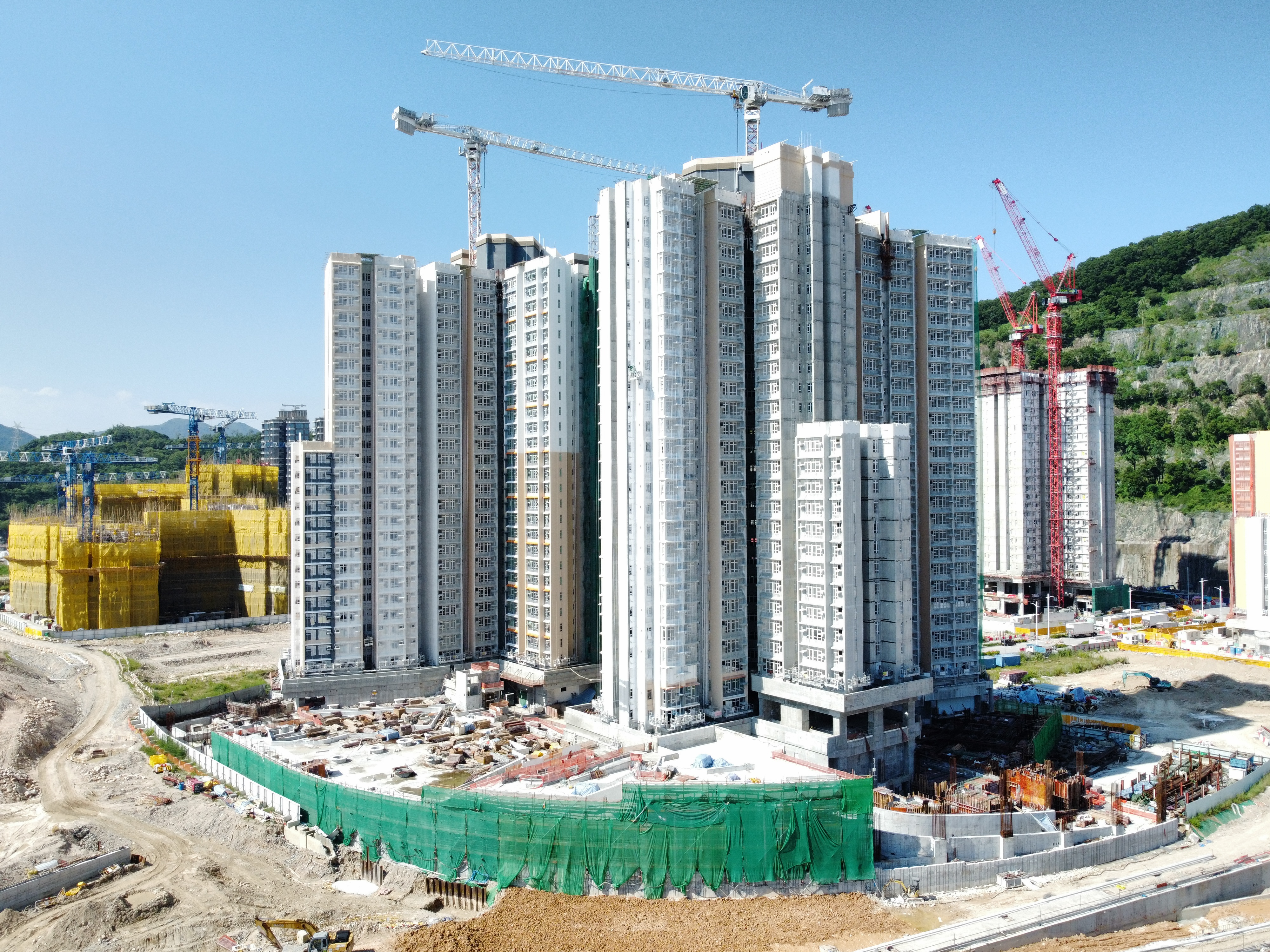
已封頂，2024年8月
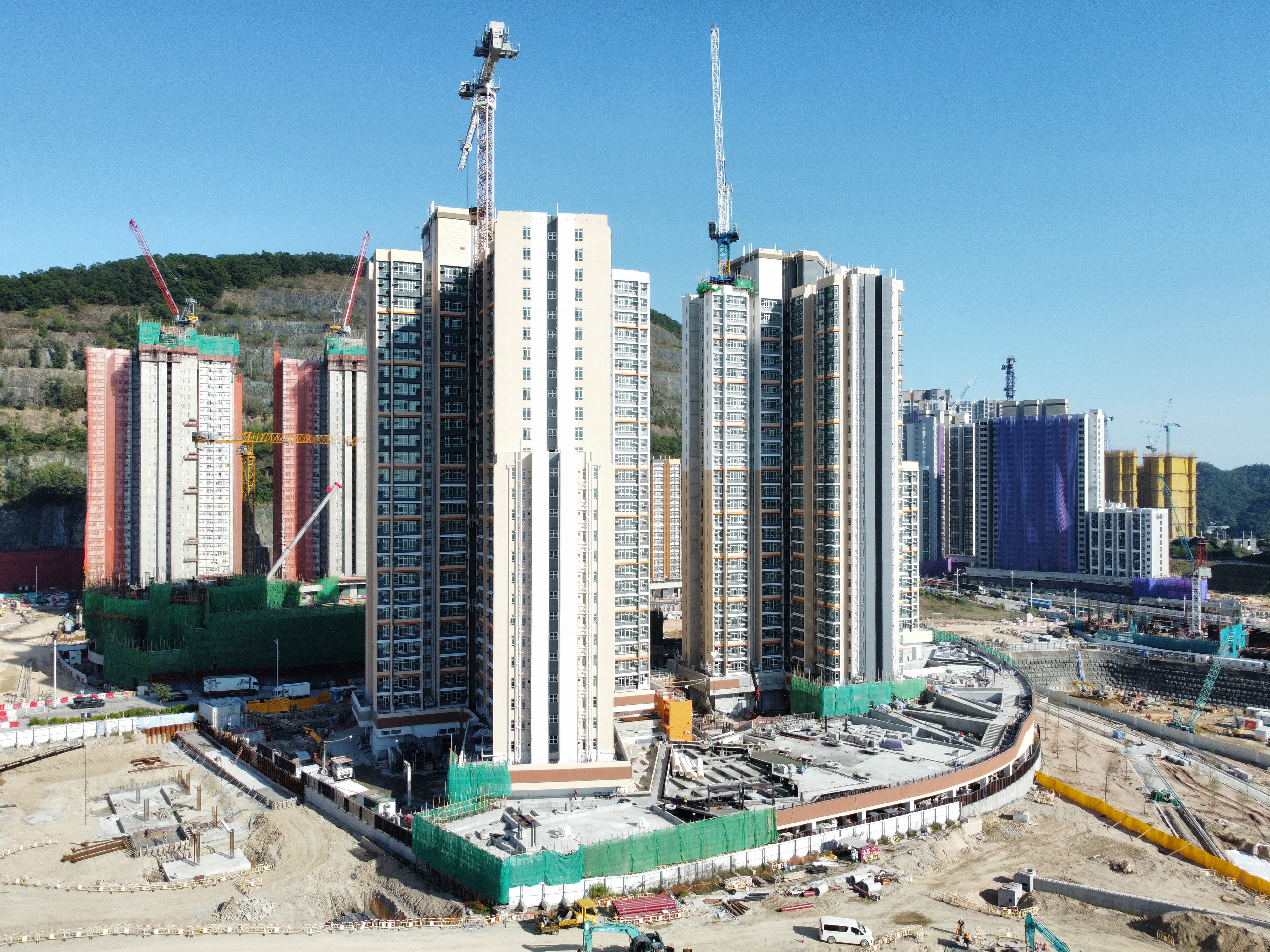
2024年11月
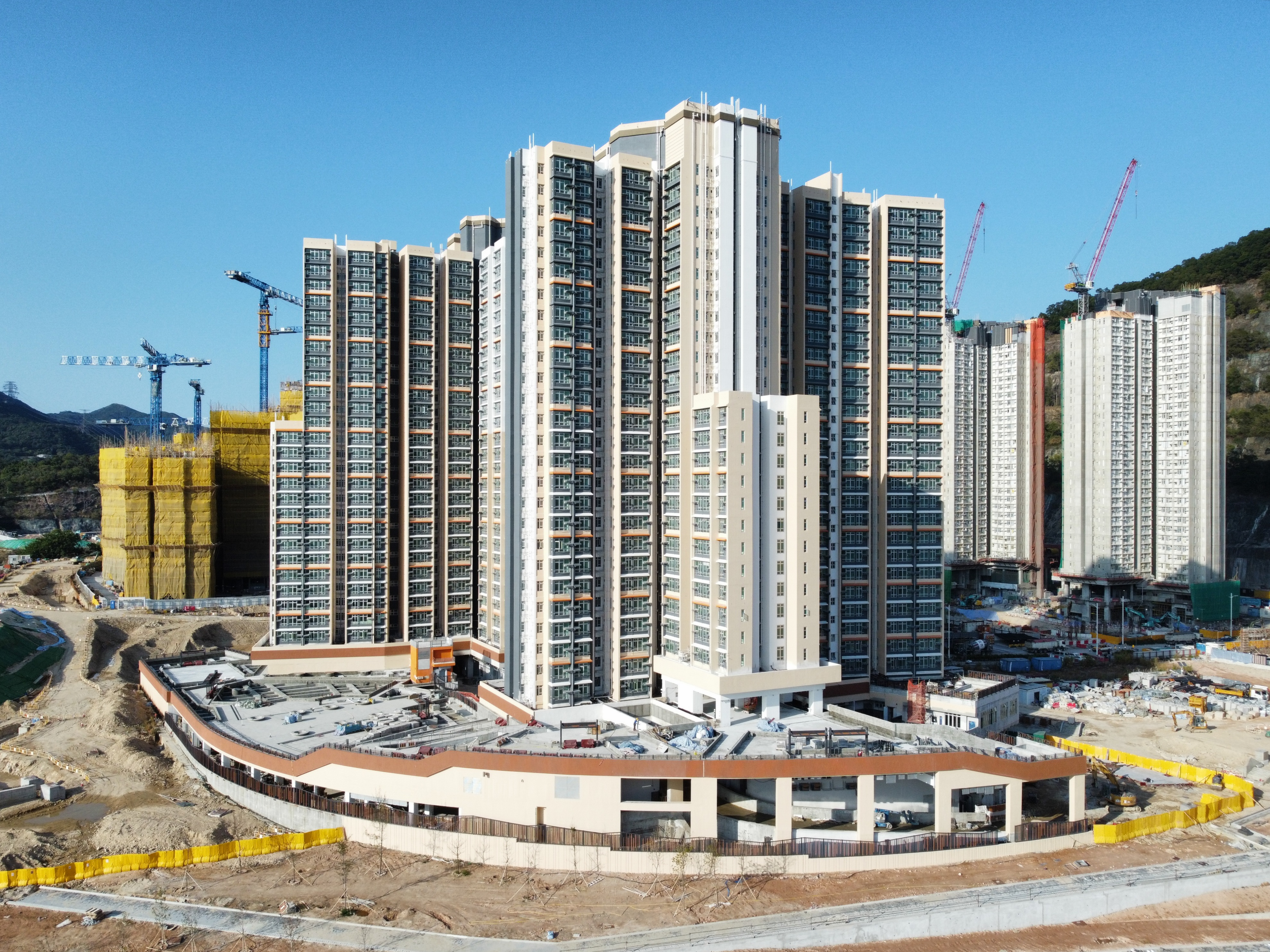
2025年2月
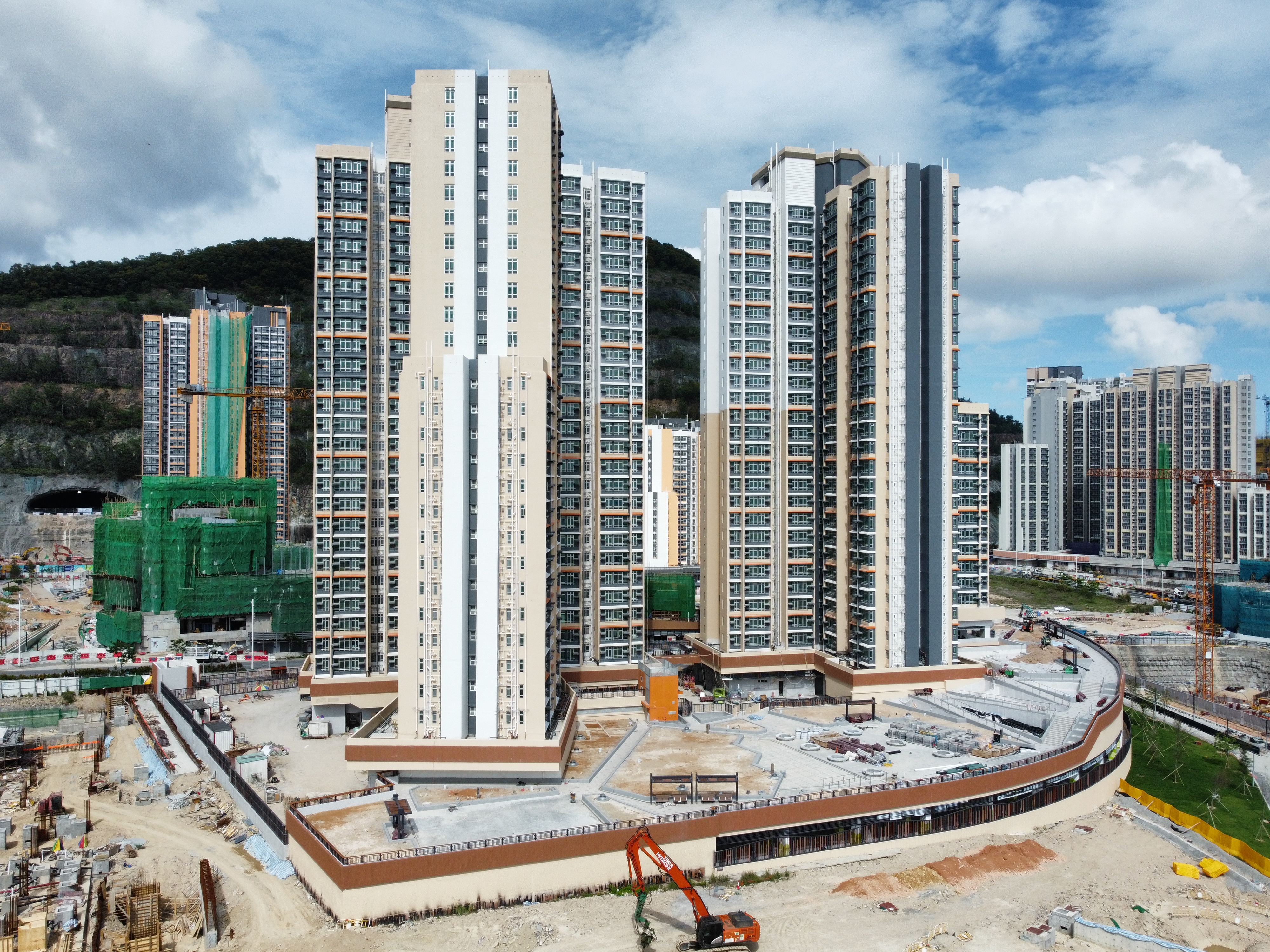
即將完工，2025年5月

## 鄰近地方
- 安柏苑
- 安秀苑
- 安麗苑
- 安樺苑
- 安峯
- 安達邨
- 安泰邨
- 綜合大樓（興建中）
- 石礦公園
- 安秀道公園
- 安博官立小學及一所幼稚園（興建中）
- 迦密梁省德學校（興建中）
- 瑪利諾中學